# デュードネ・クイゼラ
デュードネ・クイゼラ（Dieudonné Kwizera named muvuduka 1967年8月6日- ）はブルンジの陸上競技選手。専門は中距離走で主に800メートル競走で活躍した。
1987年ケニアのナイロビで行われた第4回アフリカ競技大会で銅メダルを獲得、翌1988年のIAAFグランプリファイナルでもトム・マッキーン、セバスチャン・コーに次いで3位となった。世界のトップアスリートであったがIOCにブルンジが加盟していなかったため1988年ソウルオリンピック、1992年バルセロナオリンピックには出場できなかった。アトランタオリンピックでベヌステ・ニョンガボに出場権を譲られて1500m走に出場した。
日本では実業団チームのMDI、のちに日清食品に所属し、1989年第73回日本陸上競技選手権大会800mで優勝するなど活躍した。

## 自己ベスト
| 距離      | 結果      | 年月日       | 場所          |
| --------- | --------- | ------------ | ------------- |
| 400m競走  | 46秒49    | ナイロビ     | 1987年8月2日  |
| 800m競走  | 1分45秒06 | ローマ       | 1987年8月30日 |
| 1500m競走 | 3分40秒35 | ブリュッセル | 1994年8月19日 |
| 十種競技  | 5256点    | Woluwe       | 1986年8月24日 |